# TV Hokkaidō

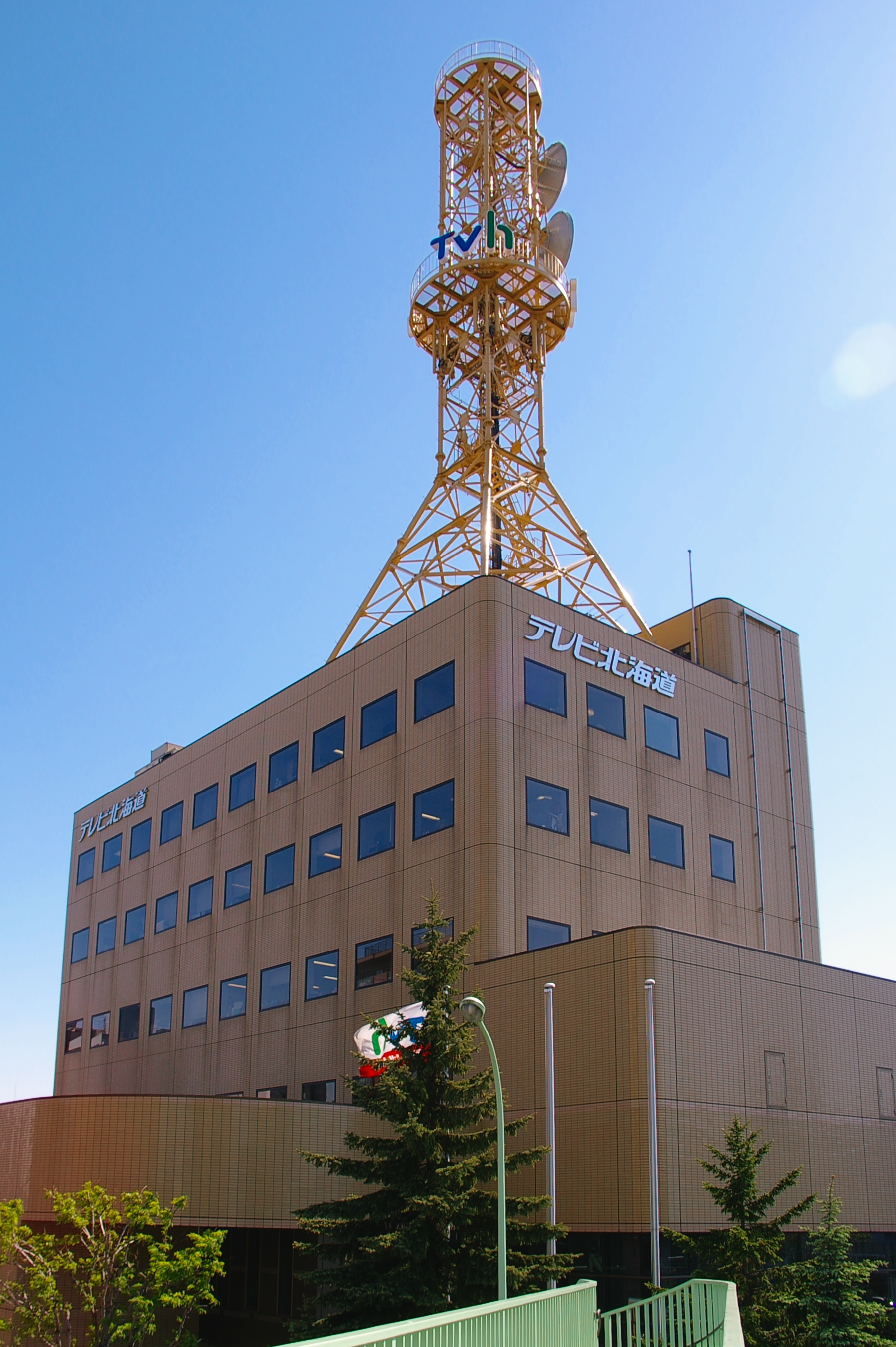
Hauptsitz der TVh

Television Hokkaido Broadcasting, Co., Ltd.  (jap. 株式会社テレビ北海道 Kabushiki kaisha Terebi Hokkaidō, Abkürzung: TVh)  ist ein Fernsehsender mit Sitz in Sapporo, Hokkaidō, Japan. Er ist einer der Fernsehsender des TX Network (TXN), dessen Ausstrahlung auf Hokkaidō erfolgt.

## Sender

### Analog (abgeschaltet)
- Sapporo – JOHI-TV, 17ch
- Asahikawa – 33ch
- Hakodate – 21ch
- Muroran – 29ch

### Digital (ID: 7)
- Sapporo – JOHI-DTV, 14ch
- Asahikawa – 21ch
- Hakodate – 19ch
- Muroran – 26ch